# Добегнев (гміна)
Гміна Добегнев (пол. Gmina Dobiegniew) — місько-сільська гміна у північно-західній Польщі. Належить до Стшелецько-Дрезденецького повіту Любуського воєводства.
Станом на 31 грудня 2011 у гміні проживало 6873 особи.

## Площа
Згідно з даними за 2007 рік площа гміни становила 350.99 км², у тому числі:
- орні землі: 27.00%
- ліси: 60.00%

Таким чином, площа гміни становить 28.12% площі повіту.

## Населення
Станом на 31 грудня 2011:
| Опис     | Загалом | Загалом | Чоловіки | Чоловіки | Жінки | Жінки |
| -------- | ------- | ------- | -------- | -------- | ----- | ----- |
| одиниця  | осіб    | %       | осіб     | %        | осіб  | %     |
| все      | 6873    | 100     | 3429     | 49.89    | 3444  | 50.11 |
| міське   | 3202    | 100     | 1563     | 48.81    | 1639  | 51.19 |
| сільське | 3671    | 100     | 1866     | 50.83    | 1805  | 49.17 |

## Сусідні гміни
Гміна Добегнев межує з такими гмінами: Бежвник, Дрезденко, Кшиж-Велькопольський, Старе Курово, Стшельце-Краєнське, Члопа.